# Haueda
Haueda ist ein Ortsteil der Kleinstadt Liebenau im nordhessischen Landkreis Kassel.

## Geographie
Haueda liegt im Tal der Diemel. Die Liebenauer Kernstadt befindet sich 3 km östlich und die Kernstadt von Warburg 7 km westlich. Kassel liegt 25 km südöstlich des Dorfes (jeweils Luftlinie).

## Geschichte
Von einer vorzeitlichen Besiedlung der Gegend um Haueda zeugen Grabanlagen und Funde, die bis in die Jungsteinzeit zurückreichen.
Die älteste bekannte gesicherte schriftliche Erwähnung des Orts unter dem Namen Howide datiert zwischen 1145 und 1159.
Zum 1. Februar 1971 fusionierten im Zuge der Gebietsreform in Hessen die bis dahin selbständigen Gemeinden Grimelsheim, Haueda, Lamerden und Ostheim mit der Stadt Liebenau freiwillig zur erweiterten Stadt Liebenau. Am 1. April 1972 wurden die Gemeinden Ersen und Niedermeiser auf freiwilliger Basis eingemeindet. Zwergen folgte kraft Landesgesetz am 1. August 1972. Für Haueda, wie für die Anderen nach Liebenau eingegliederten Gemeinden und die Kernstadt, wurde je ein  Ortsbezirk mit Ortsbeirat und Ortsvorsteher nach der Hessischen Gemeindeordnung gebildet.

## Bevölkerung
Einwohnerstruktur 2011
Nach den Erhebungen des Zensus 2011 lebten am Stichtag dem 9. Mai 2011 in Haueda 360 Einwohner. Darunter waren 3 (0,8 %) Ausländer. Nach dem Lebensalter waren 57 Einwohner unter 18 Jahren, 129 zwischen 18 und 49, 90 zwischen 50 und 64 und 84 Einwohner waren älter. Die Einwohner lebten in 156 Haushalten. Davon waren 45 Singlehaushalte, 39 Paare ohne Kinder und 48 Paare mit Kindern, sowie 21 Alleinerziehende und keine Wohngemeinschaften. In 33 Haushalten lebten ausschließlich Senioren und in 90 Haushaltungen lebten keine Senioren.
Einwohnerentwicklung
 Quelle: Historisches Ortslexikon
- 1585: 40 Haushaltungen
- 1747: 70 Haushaltungen

| Haueda: Einwohnerzahlen von 1834 bis 2022 | Haueda: Einwohnerzahlen von 1834 bis 2022 | Haueda: Einwohnerzahlen von 1834 bis 2022 | Haueda: Einwohnerzahlen von 1834 bis 2022 | Haueda: Einwohnerzahlen von 1834 bis 2022 |
| --- | ----------------------------------------- | ----------------------------------------- | ----------------------------------------- | ----------------------------------------- |
| Jahr |                                           |                                           |                                           | Einwohner                                 |
| 1834 | 1834                                      |                                           | 432                                       | 432                                       |
| 1840 | 1840                                      |                                           | 488                                       | 488                                       |
| 1846 | 1846                                      |                                           | 522                                       | 522                                       |
| 1852 | 1852                                      |                                           | 498                                       | 498                                       |
| 1858 | 1858                                      |                                           | 453                                       | 453                                       |
| 1864 | 1864                                      |                                           | 462                                       | 462                                       |
| 1871 | 1871                                      |                                           | 475                                       | 475                                       |
| 1875 | 1875                                      |                                           | 427                                       | 427                                       |
| 1885 | 1885                                      |                                           | 426                                       | 426                                       |
| 1895 | 1895                                      |                                           | 397                                       | 397                                       |
| 1905 | 1905                                      |                                           | 404                                       | 404                                       |
| 1910 | 1910                                      |                                           | 404                                       | 404                                       |
| 1925 | 1925                                      |                                           | 437                                       | 437                                       |
| 1939 | 1939                                      |                                           | 397                                       | 397                                       |
| 1946 | 1946                                      |                                           | 687                                       | 687                                       |
| 1950 | 1950                                      |                                           | 616                                       | 616                                       |
| 1956 | 1956                                      |                                           | 522                                       | 522                                       |
| 1961 | 1961                                      |                                           | 508                                       | 508                                       |
| 1967 | 1967                                      |                                           | 469                                       | 469                                       |
| 1970 | 1970                                      |                                           | 466                                       | 466                                       |
| 1980 | 1980                                      |                                           | ?                                         | ?                                         |
| 1990 | 1990                                      |                                           | ?                                         | ?                                         |
| 2000 | 2000                                      |                                           | ?                                         | ?                                         |
| 2011 | 2011                                      |                                           | 360                                       | 360                                       |
| 2019 | 2019                                      |                                           | 318                                       | 318                                       |
| 2022 | 2022                                      |                                           | 327                                       | 327                                       |
| Datenquelle: Historisches Gemeindeverzeichnis für Hessen: Die Bevölkerung der Gemeinden 1834 bis 1967. Wiesbaden: Hessisches Statistisches Landesamt, 1968. Weitere Quellen: LAGIS; Zensus 2011; Stadt Liebenau |                                           |                                           |                                           |                                           |

Historische Religionszugehörigkeit
| • 1961: | 424 evangelische (= 83,46 %), 83 katholische (= 16,34 %) Einwohner |

## Kultur und Sehenswürdigkeiten
Für die unter Denkmalschutz stehenden Kulturdenkmäler des Ortes siehe die Liste der Kulturdenkmäler in Haueda.

## Wirtschaft und Infrastruktur

### Verkehr
In der Nähe verlaufen die Bundesstraßen B 7 und B 241. Die nächsten Autobahnanschlussstellen befinden sich bei Warburg und Breuna an der A 44.
In Warburg befindet sich der nächstgelegene Regionalbahnhof, an der Bahnstrecke Kassel–Warburg, die auch am Ort vorbeiführt. Am 6. März 1848 wurde Haueda an das Schienennetz angebunden. Die Reste des ehemaligen Haltepunktes sind zu erkennen. Das einfache Empfangsgebäude stammte von Julius Eugen Ruhl, wurde aber 1952 abgerissen. Die nächsten Fernbahnhöfe mit ICE/IC-Halt sind Warburg (einzelne Züge) und Kassel-Wilhelmshöhe.
Nahe gelegene Regionalflughäfen sind der Flughafen Kassel-Calden und der etwa 50 km entfernte Flughafen Paderborn/Lippstadt.

### Wirtschaftsstruktur
Auch wenn die Gegend um Haueda noch ländlich geprägt ist spielt die Landwirtschaft nur noch eine untergeordnete Rolle.
Bis auf einen mittelständischen Betrieb im Gewerbegebiet "Am Kirschenbrunnen" existiert kein nennenswerter Arbeitgeber im Ort, so dass die meisten erwerbstätigen Einwohner des Ortes auspendeln müssen. Der nördlich des Ortes gelegene Kalksteinbruch ist eine der bedeutendsten fossilen Fundstellen in Nordhessen.

## Ehrenbürger
- 1895 Otto von Bismarck (1815–1898), Reichskanzler